# NGC 1607
NGC 1607 é uma galáxia espiral (S0-a) localizada na direcção da constelação de Eridanus. Possui uma declinação de -04° 27' 38" e uma ascensão recta de 4 horas, 32 minutos e 03,1 segundos.
A galáxia NGC 1607 foi descoberta em 14 de Dezembro de 1881 por Édouard Jean-Marie Stephan.